# Postprüfplatz
Der Postprüfplatz (PPrPl) wurde in analogen Ortsvermittlungsstellen zur Qualitätssicherung von Teilnehmer-Anschlussleitungen und -Endeinrichtungen (v. a. Telefonapparate) verwendet. Der Installateur rief nach Beendigung seiner Arbeit den Techniker am Bedienplatz des PPrPl an um sich von ihm das korrekte Funktionieren der Anlage bestätigen zu lassen.

## Aufgaben
- Ermittlung von Leitungsimpedanz und Schleifenwiderstand
- Isolationswiderstand bei aufgelegtem Hörer
- Impulstiming des Nummernschalters
- Funktion des Weckers

## Automatisierung
In den 1960er Jahren wurde der PPrPl durch den unbemannten Automatischen Postprüfplatz (APPrPl) ersetzt, der dem Installateur die Ergebnisse der einzelnen Tests selbsttätig durch Hörtöne übermittelte. Aufgrund der Missbrauchsgefahr der Klingel-Funktionsprüfung waren die Anwahlnummern der APPrPl vertraulich, von Vermittlungsstelle zu Vermittlungsstelle verschieden und wurden häufig gewechselt.